# دو هوول
دو هوول (به هلندی: De Heuvel) یک منطقهٔ مسکونی در هلند است که در بورن (هلند) واقع شده‌است.